# 大場俊助
大場 俊助（おおば しゅんすけ、1906年5月13日 - 1970年11月30日）は、日本の日本文学研究者。
静岡県出身。東京文理科大学国文科卒。1936年中央大学予科教授、1939年中央大学文学部教授。国語教育が専門だが、近世文学などに業績があり、小林一茶のセックスについて研究したことで知られる。

## 著書
- 『国語教育基礎理論』啓文社 1936
- 『読方指導過程の実験的研究』啓文社 1937
- 『日本文学様式論史』啓文社 1938
- 『国語の論理』晃文社 国語教育文庫 1940
- 『綴方教育体系 第2巻 綴方様式学』晃文社 1939
- 『日本小説史』中大出版社 1952
- 『日本文学概論』中大出版社 1954
- 『一茶の作家肖像 前編 (一茶の愛と死)』芦書房 一茶研究叢書 1964
- 『一茶の作家肖像 後編 (一茶のウィタ・セクスアリス)』芦書房 一茶研究叢書 1965　『一茶の研究 そのウィタ・セクスアリス』島津書房 1993
- 『日本文学の系統』芦書房 1965
- 『小説論序説』芦書房 1967
- 『秋成の癲癇症とデーモン 病跡の分析と芸術の秘密』芦書房 1969　『上田秋成研究 そのテンカン症とデーモン』島津書房 1993

### 共編著
- 『古典和歌新注 万葉篇』佐野正巳共著 芦書房 1967
- 『日本文芸の世界 実方博士還暦記念』久松潜一,実方清共編著 桜楓社 1968

## 論文
- <大場俊助